# تئاتر امریکن ایرلاینز
تئاتر امریکن ایرلاینز (انگلیسی: American Airlines Theatre) یک سالن تئاتر تحت مدیریت شرکت تئاتر رانداباوت در شهر نیویورک، آمریکا است.
این تئاتر که در سال ۱۹۱۸ تاسیس شده در منطقه تئاتر برادوی قرار دارد و دارای ۷۴۰ نفر ظرفیت است.

## نگارخانه

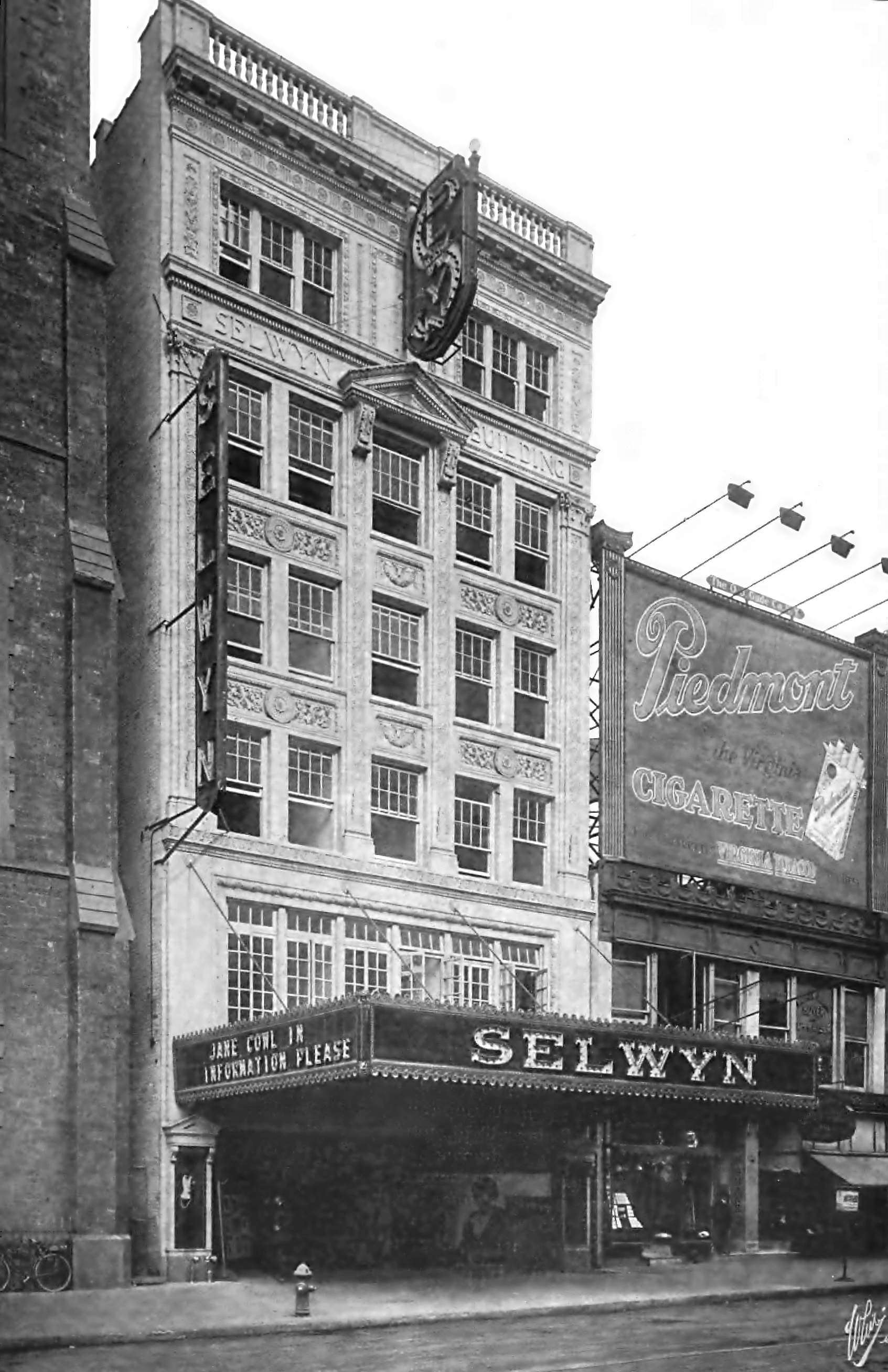
۱۹۱۸
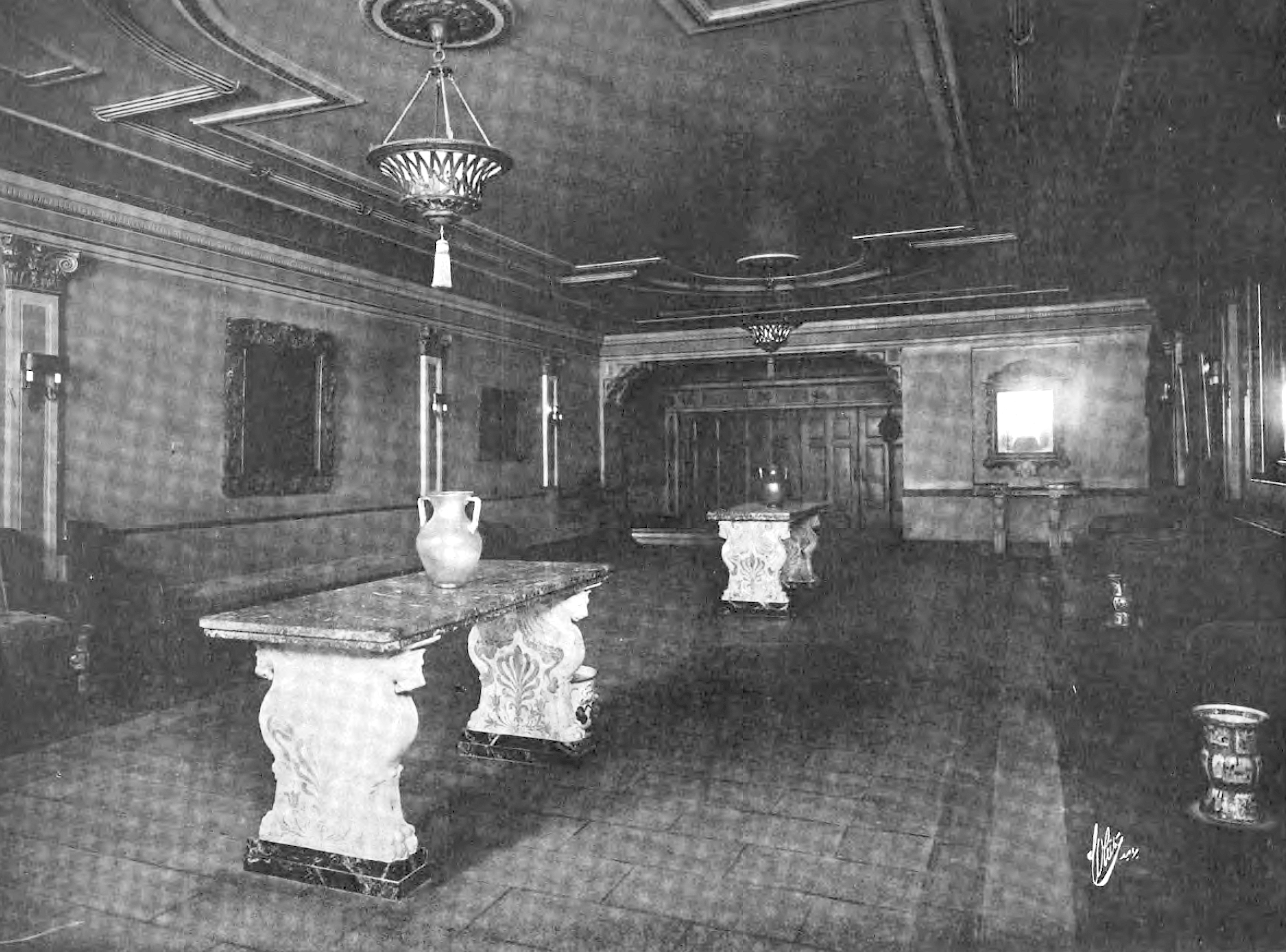
۱۹۱۹
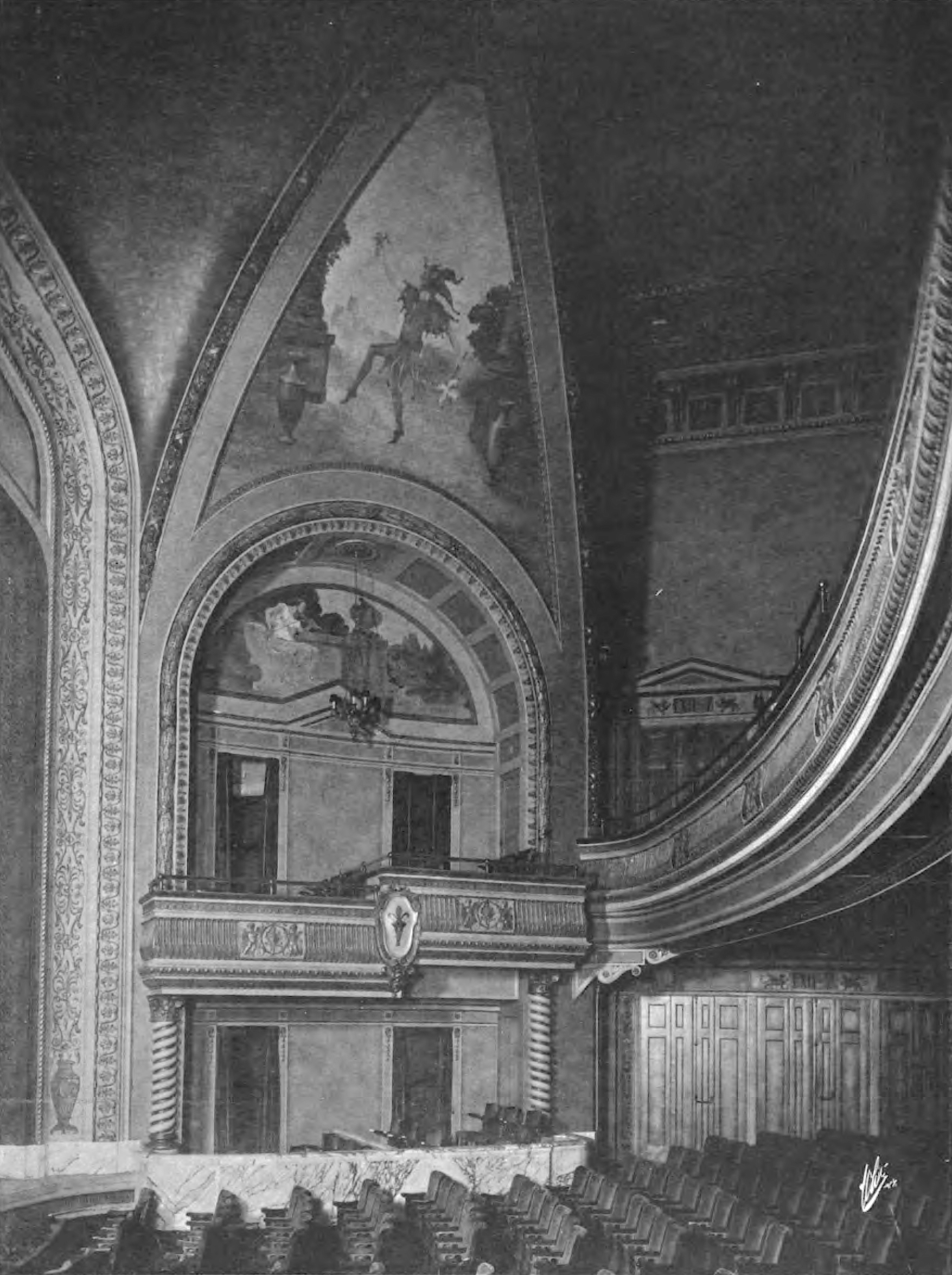
۱۹۱۹